# Kirchenaustritt
Der Kirchenaustritt ist die vom Mitglied veranlasste Beendigung der staatlich registrierten Mitgliedschaft in einer Kirche. In diesem Sinne ist er nur dort erforderlich, wo das staatliche Recht Folgen an eine Mitgliedschaft knüpft, aber nicht alle Gemeinschaften einen Austritt zulassen. In Deutschland gelten die Landesgesetze über den „Kirchenaustritt“ daher nur für öffentlich-rechtliche Religionsgesellschaften, für diese allerdings unabhängig davon, ob sie sich selbst als „Kirche“ bezeichnen.
Der Austritt aus privatrechtlichen Gemeinschaften richtet sich dagegen nach dem zivilen Vereinsrecht. Kirchenaustritte haben neben demografischen Faktoren maßgeblichen Anteil am Rückgang der Mitgliederzahlen der Großkirchen in Deutschland, Österreich und der Schweiz. In einigen Ländern, in denen keine staatliche Registrierung der Kirchenmitglieder erfolgt, jedoch die Mitgliedschaft öffentlich-rechtliche Folgen entfaltet (z. B. Polen, Spanien), ist kein Kirchenaustritt möglich, was sich auch in den Statistiken der Mitgliederzahlen widerspiegelt.

## Geschichte
Das Recht auf den Kirchenaustritt ergibt sich gegenüber dem Staat aus dem Grundrecht der negativen Religionsfreiheit. Erstmals 1847 durch das Toleranzedikt Friedrich Wilhelm IV. in Preußen – jedoch noch auf den Austritt zum Übertritt in andere Religionsgemeinschaften beschränkt – ermöglicht, wurden seine Bedingungen in Deutschland im Rahmen des Kulturkampfes gesetzlich festgelegt. Viele Länder verabschiedeten hierzu Dissidentengesetze. Die Forschung unterscheidet mehrere Kirchenaustrittsbewegungen in der deutschen Geschichte. Die erste geschah schon vor dem Ersten Weltkrieg (getragen von Sozialdemokraten und bürgerlichen Anhängern Ernst Haeckels), die zweite ab 1919 (ebenfalls vornehmlich aus der Arbeiterschaft heraus, aber auch dem Bürgertum).
In Österreich wurde der Status der Konfessionslosigkeit und die damit verbundene Möglichkeit eines Kirchenaustritts mit dem Interkonfessionellen Gesetz von 1868 eingeführt. Kinder unter sieben Jahren folgten ihren Eltern, uneheliche Kinder ihrer Mutter. Ab 14 Jahren konnten Jugendliche selbst über ihre Religionszugehörigkeit entscheiden, auch gegen den Willen der Eltern.
Bis 1932 und zwischen 1936 und 1940 waren in Deutschland und Österreich ähnlich viele Kirchenaustritte wie nach 1968 und nach 1989 zu verzeichnen. Von 1933 bis 1936 und nach 1945 in Westdeutschland (Adenauer-Zeit) gab es Kircheneintrittsbewegungen.
1936 wurde auf den Melde- und Personalbögen der Einwohnermeldeämter sowie den Personalpapieren der Begriff „gottgläubig“ eingeführt. Da die Zugehörigkeit zu einer Religionsgemeinschaft wie auch „Freidenkertum“ im Nationalsozialismus nicht als karrierefördernd galt, bot die amtliche Bezeichnung „gottgläubig“ für konfessionslose Nationalsozialisten einen Ausweg, um so zu dokumentieren, dass man durch einen Kirchenaustritt nicht automatisch „ungläubig“ wurde.
Kirchenaustritt von 1937 bis 1940 war stark von der „Gottgläubigkeit“ der Nationalsozialisten und Diskussionen rund um kirchenkritische Schriften von Autoren wie Alfred Rosenberg (Bekenntnis: „gottgläubig“ oder „deutsch-gottgläubig“) und Mathilde Ludendorff („Bund für Deutsche Gotterkenntnis)“ getragen.

## Gründe für Kirchenaustritt
Die Gründe für einen Kirchenaustritt variieren stark und sind individuell verschieden. Daher kamen wissenschaftliche Studien, die die Ursache für den Kirchenaustritt zu ergründen versuchten, z. T. zu verschiedenen Ergebnissen.
Eine Studie des Instituts für Demoskopie Allensbach im Auftrag der deutschen katholischen Bischöfe 1992/93 kam zu dem Ergebnis, dass die Kirchensteuer meist nur noch Anlass sei. So würden sich Katholiken nicht mit der Institution identifizieren, hätten kein Verständnis für die Sexualmoral und würden ihren Vertretern oftmals „Heuchelei“ vorwerfen.
Nach einer vom Kirchenamt der EKD veröffentlichten Studie aus dem Jahr 1992 gab es damals in Deutschland signifikante Unterschiede zwischen Ost- und Westdeutschland. Die drei häufigsten Gründe für den Kirchenaustritt im Westen waren demnach in der Reihenfolge ihrer Wichtigkeit die Einsparung der Kirchensteuer, die Aussage Ich kann auch ohne Kirche christlich sein sowie die Gleichgültigkeit gegenüber der Kirche. Die drei häufigsten Gründe für den Kirchenaustritt im Osten waren dagegen Gleichgültigkeit gegenüber der Kirche an erster Stelle, dann folgten die Aussagen Ich brauche keine Religion in meinem Leben und Ich kann mit dem Glauben nichts mehr anfangen. Nach einer neueren Studie der EKD war dieser Ost-West-Unterschied auch 2006 noch deutlich zu erkennen. Bei drei Vierteln der Konfessionslosen in Westdeutschland handelte es sich um frühere Protestanten, die in den letzten 25 Jahren aus ihrer Kirche ausgetreten waren, während in den neuen Bundesländern viel häufiger die Konfessionslosigkeit seit Generationen bestand und eine grundsätzliche Ablehnung von Religion geäußert wurde. Statistisch eher selten seien Übertritte zu einer anderen großen Konfession oder noch seltener der Wechsel in kleinere Glaubensgemeinschaften wie Sekten oder Freikirchen.
Der Religionssoziologe Detlef Pollack führte 2012 den Missbrauchsskandal in der katholischen Kirche in Deutschland an. Hinzu käme die demografische Entwicklung und Säkularisation der Gesellschaft.
Die ebenfalls 2012 u. a. von Michael Ebertz, Professor am Zentrum für kirchliche Sozialforschung an der Katholischen Hochschule Freiburg, verfasste Studie Austritt oder Verbleib in der Kirche sieht dagegen den Austritt als Endpunkt eines längeren Prozesses, der schließlich zum Austritt führe. Demnach sei der Kirchenaustritt nicht Indikator für einen aktuellen Dissens der Mitglieder mit ihrer Kirche, sondern Ergebnis einer langfristigen, oft mehrjährigen Entwicklung, wobei insbesondere dem Zeitraum von Pubertät, Konfirmation und Firmung eine wichtige Rolle zukomme, während dessen sich Jugendliche verstärkt mit der Sinnsuche beschäftigten. Daher konstatiert die Studie: „Junge Erwachsene werden von den herkömmlichen Angeboten der Kirche kaum angesprochen und empfinden diese nicht als attraktiv.“
In einer Studie der EKD aus 2014 waren die drei Gründe mit der höchsten Zustimmung Kirche unglaubwürdig, Kirche gleichgültig und brauche keine Religion fürs Leben.

## Folgen des Kirchenaustritts

### Behandlung im staatlichen Recht
Der Kirchenaustritt hat in Deutschland zur Folge, dass der Staat keine Rechtsfolgen mehr an eine Mitgliedschaft knüpfen darf (z. B. Kirchensteuereinzug, Teilnahme am Religionsunterricht), was aus der negativen Religionsfreiheit des Art. 4 Abs. 1 Grundgesetz und aus Art. 136 WRV in Verbindung mit Art. 140 GG folgt; aus seinem Blickwinkel gilt das Mitglied unabhängig vom jeweiligen kirchenrechtlichen Standpunkt als ausgetreten.
Die Kirchen werden einmalig über den Austritt informiert und bekommen fortan von den Meldeämtern keine Mitteilungen mehr über Umzüge und Personenstandsänderungen des früheren Mitglieds.

### Konsequenzen im Arbeitsrecht
Ein Kirchenaustritt kann auch arbeitsrechtliche Konsequenzen haben, sofern der Arbeitgeber ein kirchlicher Träger ist (z. B. Caritas, Diakonisches Werk). In vielen Fällen ist nämlich das Dienstverhältnis bei diesen Arbeitgebern an eine kirchliche Mitgliedschaft gebunden, weswegen im Falle eines Kirchenaustritts oft auch das Dienstverhältnis aufgehoben wird. Bei ähnlicher Glaubensgemeinschaft müssen Konfession des Arbeitgebers und Konfession des Arbeitnehmers nicht übereinstimmen.
In einem Urteil aus dem Jahre 2003 sah der Verwaltungsgerichtshof Baden-Württemberg die Kündigung einer leitenden Krankenschwester in einem evangelischen Krankenhaus als gerechtfertigt an, die aus der katholischen Kirche ausgetreten war. Beklagt war in diesem Fall der Landeswohlfahrtsverband, der nach dem Schwerbehindertengesetz seine Zustimmung zur Kündigung geben muss. In einem Urteil des Landesarbeitsgerichts Rheinland-Pfalz in Mainz aus dem Jahre 2008 erklärten die Richter es für zulässig, dass ein kirchliches Altenheim eine Pflegerin entlassen durfte, die aus der Kirche ausgetreten war. Im Fall eines Bewerbers auf eine Pflegerstelle hingegen entschied das Arbeitsgericht Aachen am 14. Dezember 2012, dass die Ablehnung auf Grund seiner Konfessionslosigkeit trotz fachlicher Eignung eine Diskriminierung darstellt. Dem Pfleger wurden 3.000 EUR Schadenersatz zugesprochen.
Mit dem Urteil (2 AZR 579/12) vom 25. April 2013 bestätigte das Bundesarbeitsgericht die Möglichkeit der außerordentlichen Kündigung eines Arbeitnehmers, wenn er mit seinem Kirchenaustritt gegen seine arbeitsvertraglichen Pflichten (Arbeitsvertragsrichtlinien (AVR)) verstoße. Dem Arbeitgeber werde damit die weitere Durchführung des Arbeitsverhältnisses unmöglich gemacht. Der Arbeitnehmer werde dadurch auch nicht nach dem Allgemeinen Gleichbehandlungsgesetz (AGG) diskriminiert.
In welchen Fällen ein Kirchenaustritt eine Kündigung rechtfertigt, ist eine Frage der Abwägung der berechtigten Interessen des Arbeitnehmers einerseits und der Religionsgemeinschaft andererseits. Weitere Urteile, auch des Europäischen Gerichtshofes, haben die Möglichkeit zur Kündigung durch den kirchlichen Arbeitgeber im Vergleich zur früheren Rechtsprechung eingeschränkt.

### Behandlung im kirchlichen Recht
Von der Wirkung des Kirchenaustritts im staatlichen Bereich („Bürgerliche Wirkung“) zu unterscheiden ist die Frage, ob die jeweilige Religions- oder Weltanschauungsgemeinschaft den vor einer staatlichen Stelle erklärten Austritt für sich anerkennt. Das Mitgliedschaftsrecht der einzelnen Gemeinschaften (Kirchenrecht) unterscheidet sich hier stark.

#### Katholische Kirche
Die katholische Kirche kennt keinen Austritt aus der Glaubensgemeinschaft Kirche, da eine Taufe nicht rückgängig gemacht werden kann und sich die katholische Kirche als die Gemeinschaft der Getauften versteht. Dennoch knüpft sie an eine „Austrittserklärung“, den Kirchenaustritt im staatlichen Bereich, kirchenrechtliche Folgen.
Nach ständiger Praxis bewirkt die Austrittserklärung nicht den Ausschluss aus der Kirche, sondern die Beugestrafe der Exkommunikation und damit den Verlust bestimmter Mitgliedschaftsrechte. In der 1970 veröffentlichten „Erklärung der Diözesanbischöfe zu Fragen des kirchlichen Finanzwesens“ und in der „Erklärung der deutschen Bischofskonferenz zum Austritt aus der katholischen Kirche“ vom 24. April 2006 wird die Erklärung des Kirchenaustritts als Apostasie, Häresie oder Schisma im Sinne einer öffentlichen Lossagung von der Kirche gewertet und ist somit eine gegen den Glauben und die Einheit der Kirche gerichtete (kirchliche) Straftat: „Der Apostat, Häretiker oder der Schismatiker ziehen sich die Exkommunikation als Tatstrafe zu (…)“ (vlg. Can.1364 CIC). Nach den oben genannten Erklärungen der Diözesanbischöfe kommt es dabei auf den Grund dieser Erklärung nicht an. Insbesondere wertet die Erklärung das Motiv, Kirchensteuer sparen zu wollen, als grobe Verletzung der Solidaritätspflicht eines jeden Katholiken und insofern als schwer schuldhaftes Vergehen gegen die Gemeinschaft und die Einheit der Kirche, das der Exkommunikation nicht entgegenstehe, wenn es sie auch nicht selbst begründet: Die kirchenrechtliche Straftat wird mit der Erklärung begangen, sich nicht mehr als Mitglied der Kirche anzusehen – die Voraussetzung dafür ist, von der Kirchensteuer befreit zu sein. Diese Anwendung ist jedoch umstritten, da – wie behauptet wird – nicht feststeht, dass der Austritt tatsächlich ein äußerer Ausdruck für einen vollständigen oder teilweisen Glaubensabfall ist. Hier ist allerdings zu bemerken, dass ein Glaubensabfall für eine Exkommunikation gar nicht nötig ist, sondern auch eine bloße Verweigerung der kirchlichen Ein- und Unterordnung – eben das erwähnte Schisma – ausreicht.
Die Austrittserklärung hat noch weitere kirchenrechtliche Folgen. Es ist jedoch insoweit umstritten, ob der Kirchenaustritt ein actus formalis ist, der im Gegensatz zum staatlichen Kirchenaustritt grundsätzlich vor dem Ortsbischof oder dem Pfarrer zu machen und ins Taufbuch einzutragen ist. Andererseits wird die Austrittserklärung von der staatlichen Behörde den kirchlichen Behörden zugesandt und dann im Taufbuch eingetragen. Jedenfalls wird die Umstrittenheit, die den actus formalis betrifft, bisweilen auch übertragen und mit der Behauptung verbunden, es finde auch die Exkommunikation nicht statt. Hier ist immerhin zu bemerken, dass der actus formalis defectionis gemäß explizitem kirchlichen Gesetzestext ein Schisma, eine Apostasie oder Häresie zwar voraussetzt, aber nicht alle Fälle dieser Kirchenstraftaten umfasst.
Am 24. September 2012 ist ein „Allgemeines Dekret der Deutschen Bischofskonferenz zum Kirchenaustritt“ in Kraft getreten, mit dem die innerkirchlichen Rechtsfolgen des Kirchenaustritts nach staatlichem Recht geklärt werden sollen. Das Dekret wurde vom Vatikan gebilligt (laut Veröffentlichung ist es bereits am 15. März 2011 von der Bischofskonferenz angenommen worden, aber erst am 28. August 2012 von der Kongregation für die Bischöfe „rekognosziert“ worden). Darin werden die kirchenrechtlichen Folgen des Austritts wie folgt aufgezählt:
- Ausschluss von den Sakramenten der Buße, Eucharistie, Firmung und Krankensalbung – außer in Todesgefahr,
- Ausschluss von kirchlichen Ämtern und Funktionen,
- Ausschluss vom Taufpaten- und vom Firmpatenamt,
- Ausschluss der Mitgliedschaft in pfarrlichen und in diözesanen Räten (z. B. Pfarrgemeinderat und Kirchenvorstand bzw. Vermögensverwaltungsrat, Diözesanpastoralrat etc.),
- Verlust des aktiven und passiven Wahlrechts in der Kirche,
- Ausschluss der Mitgliedschaft in öffentlichen kirchlichen Vereinen,
- kirchliche Eheschließung nur mit Erlaubnis des Ortsordinarius,
- Ausschluss vom kirchlichen Begräbnis, soweit nicht vor dem Tod irgendein Zeichen der Reue vorgelegen hat.

Diese kirchlichen Rechtsfolgen sollen dem Ausgetretenen in einem „pastoralen Schreiben“ mitgeteilt werden, in dem ihm auch nahegelegt wird, den Austritt rückgängig zu machen, falls er „die Tragweite [dieser] Entscheidung nicht ermessen“ haben sollte.
Gegen die Rechtmäßigkeit des „Allgemeinen Dekrets der Deutschen Bischofskonferenz zum Kirchenaustritt“ werden in der Kirchenrechtswissenschaft Bedenken erhoben. Das Dekret stehe im Widerspruch zu dem höherrangigen Schreiben des Päpstlichen Rates für die Gesetzestexte vom 13. März 2006 zum „Actus formalis defectionis ab Ecclesia catholica“. Aus dem formellen Körperschaftsaustritt im melderechtlichen Sinne könne nicht, zumindest nicht in jedem Einzelfall der Schluss gezogen werden, dass der Ausgetretene eine wirkliche Trennung von den konstitutiven Elementen des Lebens der Kirche wolle. Gegen das Dekret der Deutschen Bischofskonferenz ist beim Vatikan ein Normenkontrollverfahren anhängig. Dabei ist allerdings zu beachten, dass das Dekret vorab vom Vatikan gebilligt worden ist (s. o.).
Unabhängig von den Rechtsfolgen aus dem Allgemeinen Dekret der Deutschen Bischofskonferenz werden mit Personen, die aus der katholischen Kirche ausgetreten sind, in Deutschland laut der sog. Grundordnung des kirchlichen Dienstes keine Arbeitsverträge mit den Rechtsträgern der katholischen Kirche abgeschlossen, es sei denn „schwerwiegende Gründe des Einzelfalles“ ließen dies „als unangemessen erscheinen“ (Art. 6 Abs. 5). Wer bei bestehendem Arbeitsvertrag im Rahmen kirchlicher Arbeitsverhältnisse aus der katholischen Kirche austritt, muss in der Regel mit einer zivilrechtlichen Kündigung des Arbeitsverhältnisses rechnen.
In einzelnen anderen Bereichen legt ferner auch die römisch-katholische Kirche den staatlichen Mitgliedschaftsbegriff zugrunde, so zum Beispiel im kirchlichen Meldewesen, wo § 1 Abs. 1 Kirchenmeldewesenanordnung (KMAO) vorschreibt: „Als Mitglied der katholischen Kirche im Sinne dieser Anordnung (Kirchenmitglied) gilt jeder, der durch die Taufe […] oder durch Übertritt […] oder durch Wiederaufnahme der katholischen Kirche angehört und nicht nach den Bestimmungen des staatlichen Rechts aus der Kirche ausgetreten ist.“ Bei der Eheschließung – also einem Kontext, in dem die römisch-katholische Kirche typischerweise Nichtmitglieder berücksichtigen muss, weil es ja sein kann, dass nur ein Verlobter römisch-katholisch ist – wird bei der Ehevorbereitung der Kirchenaustritt im Hinblick auf den Bekenntnisstand abgefragt und als Grund eines „Trauverbotes“ gewertet, von dem dann nach denselben Grundsätzen befreit werden kann, wie bei Konfessions- oder Religionsverschiedenheit; insofern befindet sich also ein früheres Mitglied in derselben Situation wie jemand, der nie Mitglied war.

#### Evangelische Landeskirchen

Bescheinigung des Austritts aus der evangelischen Kirche

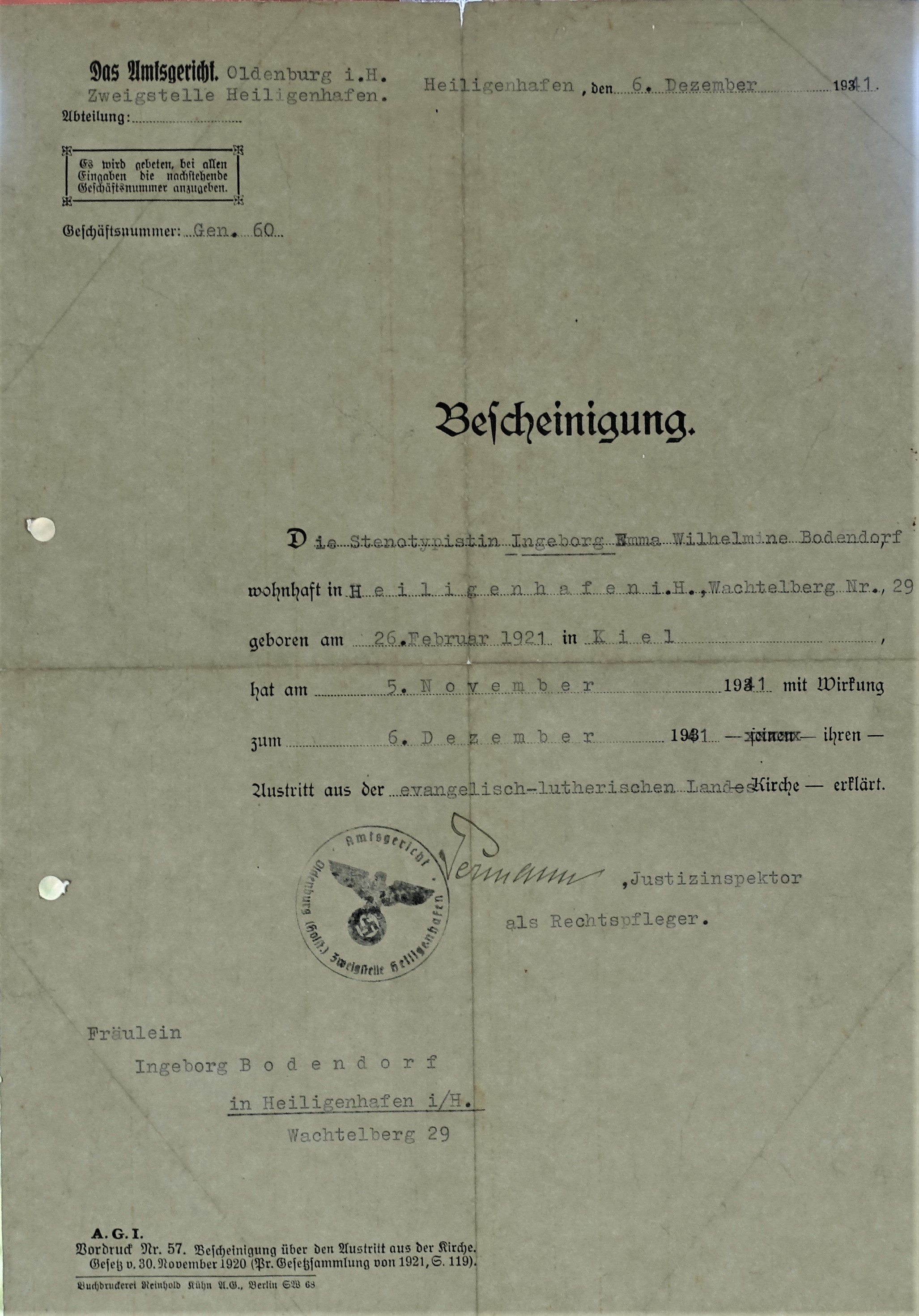
Bescheinigung des Austritts aus der evangelischen Kirche von 1941

Das Mitgliedschaftsrecht der evangelischen Landeskirchen kennt dagegen einen Kirchenaustritt. Der Austritt wird jedoch zumeist – anders etwa in Bremen – nicht bei kirchlichen Behörden entgegengenommen, sondern muss bei der nach den staatlichen Kirchenaustrittsgesetzen zuständigen Behörde erklärt werden. So bestimmt § 10 des Kirchenmitgliedschaftsgesetzes der Evangelischen Kirche in Deutschland:
Die Kirchenmitgliedschaft endet
1. mit Fortzug aus dem Geltungsbereich dieses Kirchengesetzes
2. durch Übertritt zu einer anderen Kirche oder Religionsgemeinschaft nach dem Recht der Gliedkirchen oder
3. mit dem Wirksamwerden der nach staatlichem Recht zulässigen Austrittserklärung.

Nr. 3 knüpft also an den mit bürgerlicher Wirkung erklärten Austritt nach den Kirchenaustrittsgesetzen der Länder an; die Kirchenmitgliedschaft endet dann kraft Gesetzes. Trotzdem macht auch nach evangelischem Verständnis die Beendigung der Kirchenmitgliedschaft die Taufe nicht rückgängig – bei einem Wiedereintritt erfolgt also keine erneute Taufe. Die Folgen eines Austritts sind in den Grundordnungen, den Lebensordnungen bzw. im Arbeitsrecht der einzelnen Landeskirchen geregelt. So gehen mit dem Kirchenaustritt die Zulassung zum Abendmahl und die daran anknüpfenden Rechte verloren, wie etwa das Wahlrecht zu kirchlichen Leitungsgremien oder die Fähigkeit ein Patenamt zu übernehmen. Daneben ist die Kirchenmitgliedschaft auch im evangelischen Bereich Voraussetzung zur Eingehung eines Arbeitsverhältnisses (vgl. etwa § 3 lit. a des Kirchlichen Gesetzes über das Dienstverhältnis der kirchlichen Mitarbeiter im Bereich der Landeskirche und des Diakonischen Werkes der Evangelischen Landeskirche in Baden; allerdings mit Ausnahmen in § 4).

### Behandlung in der Theologie
Unabhängig von der Frage der (kirchen-)rechtlichen Mitgliedschaft ist die theologische Frage, ob der Eintrittsakt durch den Austritt aufgehoben wird oder dessen ungeachtet religiös wirksam bleibt.
So besteht beispielsweise bei den christlichen Kirchen übereinstimmend die Auffassung, dass die Taufe nicht rückgängig gemacht werden kann, ein evangelisch oder katholisch getaufter Christ also stets getauft bleibt.

## Wiedereintritt
Für den Wiedereintritt gibt es im staatlichen Recht Deutschlands keine eigenen Regelungen. Es knüpft stattdessen ebenso wie bei der Taufe an das Mitgliedschaftsrecht der jeweiligen Religionsgemeinschaft an. Ein Kirchenwiedereintritt ist möglich, wenn die jeweilige Gemeinschaft bereit ist, den Ausgetretenen wieder aufzunehmen. Ein vor staatlichen Gerichten einklagbares Recht auf Wiedereintritt besteht ebenso wenig wie ein entsprechendes Recht auf Taufe (d. h. den ursprünglichen Eintritt). Allerdings sind die meisten Kirchen durch ihr Selbstverständnis und ihre eigenen Vorschriften gezwungen, ein ehemaliges Mitglied, das die entsprechende Glaubensüberzeugung mitbringt, wieder aufzunehmen.

## Einzelne Länder
Die Vorgehensweisen und Begleitumstände beim Kirchenaustritt sind von Staat zu Staat und auch von Bundesland zu Bundesland unterschiedlich. In vielen Staaten wird die Religionszugehörigkeit nicht oder nur zu statistischen Zwecken ohne Rechtsfolgen für den einzelnen staatlich registriert, so dass hier nur ein Austritt bei der Religionsgemeinschaft selbst möglich ist.

### Deutschland
Wegen der Trennung von Kirche und Staat und der weltanschaulichen Neutralität des Staates betrachtet sich der Staat als gehindert, den Religionsgemeinschaften vorzuschreiben, wen diese als Mitglied betrachten und wen nicht. Diese Entscheidung soll dem Innenrecht der jeweiligen Gemeinschaft vorbehalten sein (vgl. Kirchliches Selbstbestimmungsrecht).
Allerdings muss der Staat, sofern er an die Mitgliedschaft in einer Religionsgemeinschaft Rechtsfolgen im staatlichen Recht knüpft, die negative Religionsfreiheit des Austrittswilligen beachten, also dessen Grundrecht, einer Religion nicht anzugehören. Die praktisch bedeutendste dieser Folgen im staatlichen Recht betrifft die Kirchensteuer. Da nicht alle Religionsgemeinschaften einen Kirchenaustritt kennen (beispielsweise die römisch-katholische Kirche – auch die Exkommunikation ist kein Kirchenausschluss – und viele jüdische Gemeinschaften), haben die Länder Kirchenaustrittsgesetze erlassen, die sicherstellen, dass jedenfalls für das staatliche Recht keine Rechtsfolgen mehr eintreten. Zu regeln, dass die jeweilige Gemeinschaft diesen Austritt auch intern anerkennt, ist dem staatlichen Recht dagegen wegen der Trennung von Kirche und Staat verwehrt. Das wird deutlich etwa an der Formulierung des § 26 Abs. 1 S. 1 des Kirchensteuergesetzes Baden-Württemberg:
Jeder hat das Recht, aus einer Religionsgemeinschaft durch eine Erklärung gegenüber dem für seinen Wohnsitz oder gewöhnlichen Aufenthalt zuständigen Standesbeamten mit bürgerlicher Wirkung auszutreten.
Unerheblich ist, ob es sich um einen Austritt aus Kirchen oder aus anderen als Körperschaften des öffentlichen Rechts anerkannten Religionsgemeinschaften (z. B. jüdischen Gemeinden) oder Weltanschauungsgemeinschaften (einige bfgs, regional HVD) handelt.

#### Zuständige Behörde
Der Austritt muss in Deutschland je nach Bundesland entweder vor dem Amtsgericht (in Berlin, Brandenburg und Nordrhein-Westfalen) oder vor dem Standesamt/Bürgeramt (andere Bundesländer) erklärt werden. Ein Austritt per Brief ist nur mit notarieller Beglaubigung möglich.
In Bremen kann der Austritt alternativ auch bei kirchlichen Stellen erklärt werden. Es muss ein Lichtbildausweis mitgebracht werden. Bei Verheirateten wird teilweise auch die Heiratsurkunde oder das Familienstammbuch verlangt.

#### Austritt mit „nur bürgerlicher Wirkung“
Lange war umstritten, ob beim Austritt aus Gemeinschaften, deren Mitgliedschaftsrecht an die staatlichen Austrittsgesetze anknüpft, erklärt werden kann, der Austritt solle nur für den staatlichen Bereich gelten, die Mitgliedschaft aber bestehen lassen. Die Folge dieses „Kirchenaustritts mit nur bürgerlicher Wirkung“ wäre eine Mitgliedschaft ohne entsprechende Verpflichtungen (z. B. keine Zahlung von Kirchensteuer). Die Streitfrage hat sich aber dadurch erledigt, dass die Kirchenaustrittsgesetze insoweit geändert wurden, als sie Zusätze und Bedingungen zur Austrittserklärung nicht mehr zulassen.
Wie das Kirchenrecht solche Erklärungen behandelt, möchte der Staat dagegen nicht regeln. So ist es katholisch-kirchenrechtlich gerade wieder in der Diskussion, wie die kirchenrechtliche Situation ist, wenn ein Austretender ausdrücklich erklärt, in der Kirche als Glaubensgemeinschaft bleiben zu wollen. Der emeritierte Professor Hartmut Zapp focht einen Präzedenzfall. Er trat vor dem Standesamt aus der „katholischen Kirche, Körperschaft des öffentlichen Rechts“ aus. Der Verwaltungsgerichtshof Baden-Württemberg entschied am 4. Mai 2010, dass ein Kirchenaustritt unwirksam ist, der isoliert nur diejenigen Rechtsfolgen beseitigen will, die eine Kirchenmitgliedschaft im Bereich des staatlichen Rechts hat. Die Revision gegen dieses Urteil war am 26. September 2012 vor dem Bundesverwaltungsgericht formal erfolgreich, da das Gericht in dem schlichten Zusatz „Körperschaft des öffentlichen Rechts“ keinerlei Einschränkung der Austrittserklärung erkennen konnte. Damit ist Zapps Kirchenaustritt gültig. Zugleich stellte das Bundesverwaltungsgericht aber klar, dass der Staat keinen Unterschied zwischen „Körperschaft des öffentlichen Rechts“ und „Glaubensgemeinschaft“ machen kann. Wer formal aus der Kirche austrete und keine Kirchensteuern mehr zahle, sei nicht mehr Mitglied der Glaubensgemeinschaft, weil diese mit der Körperschaft des öffentlichen Rechts identisch sei. Somit ist zwar im konkreten Fall Zapps Kirchenaustrittserklärung gültig, aber inhaltlich hat sich das Gericht dem von der römisch-katholischen Kirche verfochtenen Standpunkt angeschlossen, dass es keinen Unterschied zwischen der Körperschaft des öffentlichen Rechts und der Glaubensgemeinschaft gibt.

#### Austrittsgebühren
In fast allen Bundesländern erheben die Behörden eine Gebühr für den Kirchenaustritt. Die Regelungen im Einzelnen:
- in Baden-Württemberg zwischen 6,50 und 75 €[36][37]
- in Bayern 35 €[38]
- in Berlin 30 €[39]
- in Brandenburg wird keine Gebühr erhoben[40]
- in Bremen 5,50 € (Standesamt), ansonsten wird keine Gebühr erhoben, wenn der Austritt bei der Kirche erklärt wird[41]
- in Hamburg 31 €[42]
- in Hessen 30 €[43]
- in Mecklenburg-Vorpommern 12 €[44]
- in Niedersachsen 30 €[45]
- in Nordrhein-Westfalen 30 € gemäß Kirchenaustrittsgesetz NRW (seit Mitte 2006)
- in Rheinland-Pfalz 30 €[46]
- im Saarland 32 €[47]
- in Sachsen 26 €[48][49][50]
- in Sachsen-Anhalt 30 €[51]
- in Schleswig-Holstein 20 €[52]
- in Thüringen 30 €[53]

Die Gemeinde Unterreichenbach, Landkreis Calw in Baden-Württemberg, gilt mit 75 € als bundesweite Spitzenreiterin.
Von der Zahlung der Austrittsgebühr sind meist auch sozial Schwache nicht befreit. Kritiker wie der IBKA betrachten sie als Einschränkung der grundgesetzlich garantierten Bekenntnisfreiheit, weil jede Erschwerung des Kirchenaustritts verfassungswidrig sei, das aufwändige Verwaltungsverfahren überflüssig sei, für die Kosten ggf. die Kirchen selbst aufzukommen hätten und sie bedürftige Menschen, die meist keine Kirchensteuer zahlen und somit von einem Austritt finanziell nicht profitieren, von einem Austritt abhalten können. Die Höhe der Gebühr stehe oft in keinem Verhältnis zum tatsächlichen Bearbeitungsaufwand. Die Kritiker meinen, dass die Gebühr den Kirchenaustritt erschweren solle.
Mit Beschluss vom 2. Juli 2008 (Az. 1 BvR 3006/07) hat das Bundesverfassungsgericht sowohl das staatliche Verwaltungsverfahren zum Kirchenaustritt als auch die Erhebung der Gebühr von 30 Euro in Nordrhein-Westfalen für verfassungsgemäß erklärt, weil dieses Verfahren für die staatliche Mitwirkung bei der Erhebung der Kirchensteuer erforderlich sei. Dabei verneinte es, dass die Gebühr von 30 Euro eine vom Kirchenaustritt abhaltende Wirkung habe, da in Nordrhein-Westfalen im Fall der Bedürftigkeit des Antragstellers von der Erhebung der Gebühr abgesehen werde. Für 15 Minuten Arbeit seien 30 Euro gerechtfertigt. „Der Austrittswillige veranlasst das Verfahren und zieht überdies in der Regel aus seiner Sicht Nutzen daraus“. Der Beschwerdeführer hatte gegen diese Entscheidung Beschwerde beim Europäischen Gerichtshof für Menschenrechte (EGMR) eingelegt. Diese Beschwerde wurde ohne Begründung als unzulässig zurückgewiesen.

#### Austritt von Minderjährigen
Der Austritt von Kindern unter 12 Jahren wird alleine von den Erziehungsberechtigten bestimmt. Ist das Kind 12 oder 13 Jahre alt, kann nach dem Gesetz über die religiöse Kindererziehung die Austrittserklärung durch den Erziehungsberechtigten nur mit seiner Zustimmung erfolgen. Ab 14 Jahren liegt die Entscheidung alleine beim Austretenden, siehe Religionsmündigkeit.
Die Kirchenmitgliedschaft von getauften Religionsunmündigen bleibt bestehen, wenn die Eltern aus der Kirche austreten, sofern diese nicht explizit und nachweisbar auch den Kirchenaustritt des Kindes erklären. Die Betroffenen können auch Jahrzehnte später noch zur Zahlung von Kirchensteuern herangezogen werden.

#### Austritt von Geschäftsunfähigen
Für einen volljährigen Geschäftsunfähigen kann sein Betreuer den Austritt erklären, soweit sein Aufgabenkreis reicht. Er ist allerdings nach § 1901 BGB an die Wünsche des Betroffenen gebunden. Dies ist in den Kirchenaustrittsgesetzen der Bundesländer geregelt, nur Bayern verbietet eine entsprechende Stellvertretung (siehe unter Literatur).

#### Verfahrensweise bei der Lohnsteuer
Eine Austrittbescheinigung wird entweder sofort übergeben oder einige Tage nach der Austrittserklärung zugesandt, mit der beim Einwohnermeldeamt – seit Anfang 2011 ist ausschließlich das zuständige Finanzamt für die Streichung zuständig – die Streichung der Religionszugehörigkeit auf der Lohnsteuerkarte veranlasst werden kann, damit keine Kirchensteuer mehr erhoben wird. Die Austrittsbescheinigung muss unbedingt aufbewahrt werden, weil nach einem Umzug häufig bewiesen werden muss, dass man der Religionsgemeinschaft nicht mehr angehört, damit man nicht erneut zur Zahlung von Kirchensteuer herangezogen wird. Bei offiziellen Stellen wird der Nachweis nur 10 Jahre aufbewahrt, die Kirchen treten mit finanziellen Forderungen auch noch nach der Frist auf. Ohne Nachweis muss dann ggf. nachgezahlt werden.

#### Institutionen, die vom Austritt unterrichtet werden
Vom Kirchenaustritt unterrichtet werden:
- die Religionsgemeinschaft
- das Einwohnermeldeamt
- das Finanzamt
- auf Wunsch: das Standesamt, das das Geburtenregister führt
- auf Wunsch: das Standesamt, das das Eheregister führt, falls dort die Religion bislang eingetragen war.

#### Statistik Deutschland
Ende Kaiserreich und Weimarer Republik 1917–1932:
| Jahr | Katholisch | Protestantisch | Gesamt  |
| ---- | ---------- | -------------- | ------- |
| 1917 | 3.897      | 5.685          | 9.582   |
| 1918 | 4.697      | 8.724          | 13.421  |
| 1919 | 33.842     | 237.740        | 271.582 |
| 1920 | 44.824     | 314.005        | 358.829 |
| 1921 | 40.452     | 256.452        | 296.904 |
| 1922 | unbek.     | 154.810        |         |
| 1923 | 18.075     | 95.005         | 113.080 |
| 1924 | 22.430     | 83.020         | 105.450 |
| 1925 | 34.752     | 145.708        | 180.460 |
| 1926 | 43.316     | 200.924        | 244.240 |
| 1927 | 41.865     | 176.098        | 217.963 |
| 1928 | 40.545     | 170.947        | 211.492 |
| 1929 | 42.855     | 167.993        | 210.848 |
| 1930 | 52.594     | 225.413        | 278.007 |
| 1931 | 57.781     | 242.127        | 299.908 |
| 1932 | 54.480     | 215.908        | 270.388 |

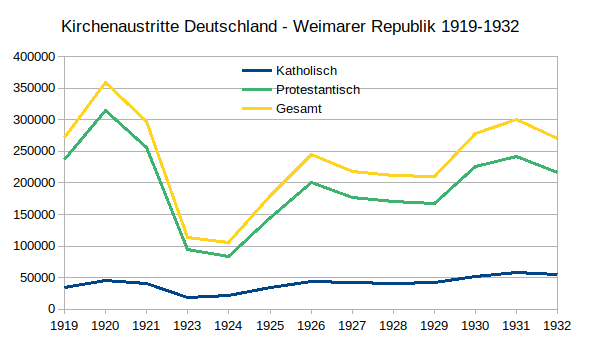
Kirchenaustritte Weimarer Republik 1919–1932

Deutsches Reich 1933–1944 (abgerundet auf volle Tausend):
| Jahr | Katholisch | Protestantisch | Gesamt  |
| ---- | ---------- | -------------- | ------- |
| 1933 | 34.000     | 57.000         | 91.000  |
| 1934 | 27.000     | 29.000         | 56.000  |
| 1935 | 34.000     | 53.000         | 87.000  |
| 1936 | 46.000     | 98.000         | 144.000 |
| 1937 | 104.000    | 338.000        | 442.000 |
| 1938 | 97.000     | 343.000        | 430.000 |
| 1939 | 95.000     | 395.000        | 480.000 |
| 1940 | 52.000     | 160.000        | 212.000 |
| 1941 | 52.000     | 195.000        | 247.000 |
| 1942 | 37.000     | 105.000        | 142.000 |
| 1943 | 12.000     | 35.000         | 49.000  |
| 1944 | 6.000      | 17.000         | 23.000  |

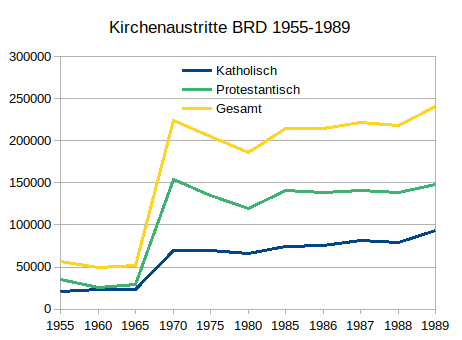
Kirchenaustritte BRD 1955–1989

Bundesrepublik Deutschland (Bonner Republik) bzw. Westzonen 1946–1989:
| Jahr | Katholisch | Protestantisch | Gesamt  |
| ---- | ---------- | -------------- | ------- |
| 1946 | 9.204      | unbek.         |         |
| 1947 | 13.254     | unbek.         |         |
| 1948 | 19.988     | unbek.         |         |
| 1949 | 24.455     | unbek.         |         |
| 1950 | 33.536     | unbek.         |         |
| 1955 | 21.292     | 35.427         | 56.719  |
| 1960 | 23.889     | 25.843         | 49.732  |
| 1965 | 22.791     | 29.567         | 52.358  |
| 1970 | 69.454     | 154.561        | 224.015 |
| 1975 | 69.370     | 135.225        | 204.595 |
| 1980 | 66.438     | 119.814        | 186.252 |
| 1985 | 74.112     | 140.553        | 214.665 |
| 1986 | 75.919     | 138.981        | 214.900 |
| 1987 | 81.598     | 140.638        | 222.236 |
| 1988 | 79.562     | 138.700        | 218.262 |
| 1989 | 93.010     | 147.753        | 240.763 |
| 1990 | -          | 144.143        | -       |

Bundesrepublik Deutschland (Berliner Republik) seit 1990:
| Jahr | Katholisch | Protestantisch | Gesamt  |
| ---- | ---------- | -------------- | ------- |
| 1990 | 143.530    | -              | -       |
| 1991 | 167.933    | 320.635        | 488.568 |
| 1992 | 192.766    | 361.256        | 554.022 |
| 1993 | 153.753    | 284.699        | 438.452 |
| 1994 | 155.797    | 290.302        | 446.099 |
| 1995 | 168.244    | 296.782        | 465.026 |
| 1996 | 133.275    | 225.602        | 358.877 |
| 1997 | 123.813    | 196.602        | 320.415 |
| 1998 | 119.265    | 182.730        | 301.995 |
| 1999 | 129.013    | 192.880        | 321.893 |
| 2000 | 129.496    | 188.557        | 318.053 |
| 2001 | 113.724    | 171.789        | 285.513 |
| 2002 | 119.405    | 174.227        | 293.632 |
| 2003 | 129.598    | 177.162        | 306.760 |
| 2004 | 101.252    | 141.567        | 242.819 |
| 2005 | 89.565     | 119.561        | 209.126 |
| 2006 | 84.389     | 121.598        | 205.987 |
| 2007 | 93.667     | 131.000        | 224.667 |
| 2008 | 121.155    | 168.901        | 290.056 |
| 2009 | 123.681    | 148.450        | 272.131 |
| 2010 | 181.193    | 145.250        | 326.443 |
| 2011 | 126.488    | 141.497        | 267.985 |
| 2012 | 118.335    | 138.195        | 256.530 |
| 2013 | 178.805    | 176.551        | 355.356 |
| 2014 | 217.716    | 270.003        | 487.719 |
| 2015 | 181.925    | 211.264        | 393.189 |
| 2016 | 162.093    | 190.284        | 352.377 |
| 2017 | 167.504    | 197.207        | 364.711 |
| 2018 | 216.078    | 221.338        | 437.416 |
| 2019 | 272.771    | 266.738        | 539.509 |
| 2020 | 221.390    | 219.270        | 440.660 |
| 2021 | 359.338    | 284.202        | 643.540 |
| 2022 | 522.821    | 380.227        | 903.048 |
| 2023 | 402.694    | 380.000        | 782.694 |

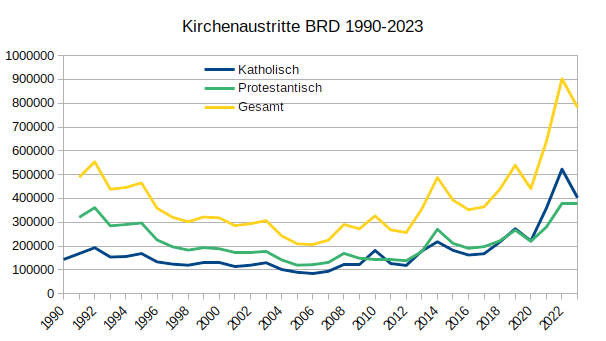
Kirchenaustritte Bundesrepublik Deutschland (Berliner Republik) seit 1990

Ende 2022 lag der Anteil von römischen Katholiken bei 24,8 % und jener der landeskirchlich organisierten Protestanten bei 22,7 %.Damit machten die Mitglieder der beiden „Großkirchen“ weniger als die Hälfte der Wohnbevölkerung Deutschlands aus, nämlich 47,5 %.

### Österreich

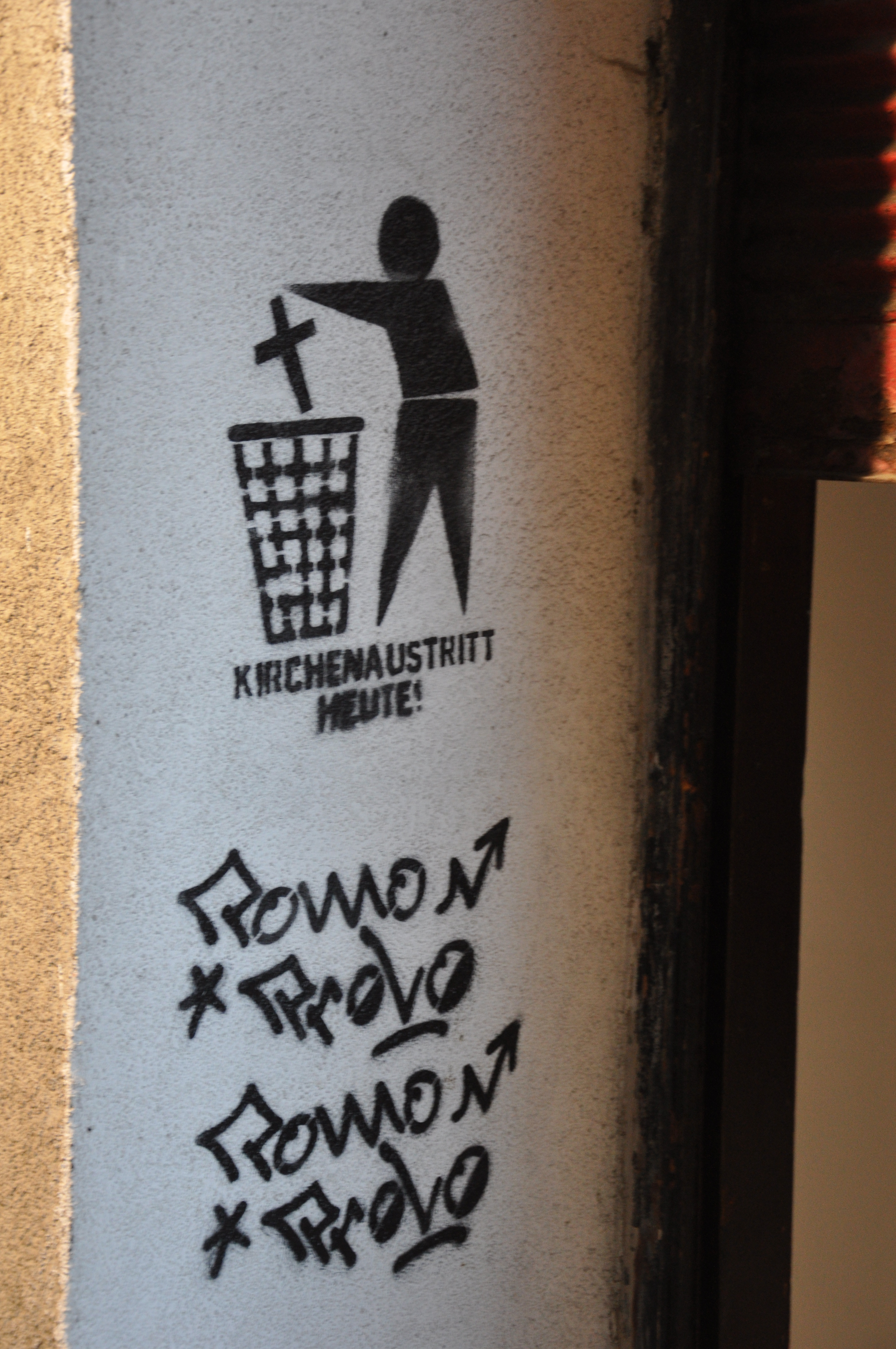
Straßenabbildung mit Aufforderung zum Kirchenaustritt

In Österreich muss der Austritt bei der Bezirksverwaltungsbehörde (die Bezirkshauptmannschaft bzw. in Statutarstädten der Magistrat) erklärt werden. Es muss ein Lichtbildausweis vorgelegt (oder die Identität auf andere Weise belegt) werden. Der Taufschein ist, sofern vorhanden, zweckmäßig (jedoch nicht erforderlich), da die Behörden in der Regel die Zugehörigkeit zur Religionsgemeinschaft überprüfen wollen. Der Austretende erhält auf Wunsch eine schriftliche Bestätigung, die jedoch mit Verwaltungsabgaben verbunden sein kann.
Anders als in Deutschland muss der Austritt nicht persönlich erfolgen, auch ein Brief an die zuständige Behörde ist zulässig und es ist dafür kein Ausweis nötig. Der Austritt wird mit diesem Tag rechtsgültig, jedoch ist der Kirchenbeitrag bis zum Ende des laufenden Monats zu bezahlen.
In manchen Bezirken reicht es auch aus, den Austrittswunsch der Bezirksverwaltungsbehörde per E-Mail mitzuteilen, samt Kirchenbeitragsnummer, die man zuvor ebenfalls per Mail bei der zuständigen Kirchenbeitragsstelle (E-Mail-Adressen findet man im Internet) erfragen kann. Auf diesem Weg ist auch kein Taufschein erforderlich, da die Religionszugehörigkeit bereits mit der Beitragsnummer, die auch noch nicht Kirchenbeitrag zahlende Personen haben, erwiesen ist.
Einige Tage später wird von der Bezirksverwaltungsbehörde ein Brief an den Austretenden (sofern erwünscht) und an das Matrikenreferat der jeweiligen Diözese geschickt, um vom Austritt zu informieren.
Ist der Austretende jünger als 14 Jahre, benötigt er die Zustimmung beider Erziehungsberechtigten. Ist er jünger als zwölf Jahre, so können die Erziehungsberechtigten auch gegen seinen Willen einen Austritt erklären.

#### Gebühren
Die Erklärung des Austritts aus einer Religionsgemeinschaft ist prinzipiell gebührenfrei. Falls jedoch ein Nachweis über den Austritt aus der Religionsgemeinschaft gewünscht wird, kann die Behörde Gebühren und Verwaltungsabgaben erheben. In Wien etwa fällt für eine unbeglaubigte Abschrift der Niederschrift eine Gebühr von 7,20 Euro an, für eine beglaubigte Kopie der Niederschrift zusätzlich 14,30 Euro.

#### Statistik Österreich
Dieser Abschnitt beschreibt die Entwicklung der österreichischen Kirchenaustritte in der Zweiten Republik. Für weitere statistische Informationen im Verhältnis zur Gesamtbevölkerung Österreichs siehe die Entwicklung der Katholischen und Evangelischen Kirchen auch im Vergleich zu anderen Religionsgemeinschaften Österreichs.
| Jahr | Katholisch | Evangelisch A.B. | Evangelisch H.B. | Gesamt |
| ---- | ---------- | ---------------- | ---------------- | ------ |
| 1945 | 1.132      | 1.844            | 70               | 3.046  |
| 1950 | 10.482     | 2.466            | 118              | 13.066 |
| 1955 | 8.961      | 1.642            | 103              | 10.706 |
| 1960 | 9.113      | 2.038            | 110              | 11.261 |
| 1965 | 10.572     | 2.128            | 82               | 12.782 |
| 1970 | 18.483     | 2.666            | 87               | 21.236 |
| 1975 | 20.723     | 2.448            | 81               | 23.252 |
| 1980 | 24.700     | 2.213            | 75               | 26.988 |
| 1985 | 32.746     | 2.588            | 99               | 35.433 |
| 1990 | 32.381     | 2.972            | 116              | 35.469 |
| 1991 | 33.914     | 3.487            | 154              | 37.555 |
| 1992 | 37.032     | 3.252            | 148              | 40.432 |
| 1993 | 35.843     | 2.776            | 126              | 38.745 |
| 1994 | 35.359     | 2.744            | 107              | 38.210 |
| 1995 | 44.304     | 2.697            | 146              | 47.147 |
| 1996 | 37.061     | 2.754            | 163              | 39.978 |
| 1997 | 32.195     | 2.572            | 122              | 34.889 |
| 1998 | 38.395     | 2.748            | 143              | 41.286 |
| 1999 | 43.629     | 3.283            | 103              | 47.015 |
| 2000 | 35.711     | 3.156            | 176              | 39.043 |
| 2001 | 33.857     | 2.901            | 152              | 36.910 |
| 2002 | 39.002     | 3.073            | 93               | 42.168 |
| 2003 | 39.584     | 3.017            | 176              | 42.777 |
| 2004 | 52.177     | 3.172            | 175              | 55.524 |
| 2005 | 42.624     | 3.012            | 196              | 45.832 |
| 2006 | 36.715     | 2.764            | 179              | 39.658 |
| 2007 | 36.293     | 2.821            | 154              | 39.268 |
| 2008 | 40.224     | 2.880            | 140              | 43.244 |
| 2009 | 53.269     | 2.894            | 228              | 56.391 |
| 2010 | 85.960     | 3.931            | 246              | 90.137 |
| 2011 | 59.023     | 4.251            | 271              | 63.545 |
| 2012 | 52.336     | 3.812            | 264              | 56.412 |
| 2013 | 54.869     | 3.985            | 249              | 59.103 |
| 2014 | 55.003     | 4.262            | 264              | 59.529 |
| 2015 | 56.599     | 4.264            | 286              | 61.149 |
| 2016 | 54.969     | 4.536            | 287              | 59.792 |
| 2017 | 53.698     | 4.603            | 247              | 58.548 |
| 2018 | 58.807     | 4.318            | 231              | 63.356 |
| 2019 | 67.794     | 6.081            | 330              | 74.205 |
| 2020 | 58.727     | 5.114            | 267              | 64.108 |
| 2021 | 72.222     | 5.253            | 243              | 77.718 |
| 2022 | 90.975     | 5.665            | 323              | 96.963 |
| 2023 | 85.163     | 5.769            | 308              | 91.240 |
| 2024 | –          | 6.452            | 301              | –      |

Die Entwicklung der Austritte aus der Katholischen Kirche wurde in regelmäßigen Abständen immer wieder durch markante Anstiege geprägt. So kam es im Jahr 1995 im Rahmen der Affäre Groer zu einer damals signifikant hohen Zahl von 44.304 Austritten, die sich im Jahr 1999 aufgrund einer innerkirchlichen Kontroverse mit 43.629 Austritten annähernd wiederholte. Im Jahr 2004 führte ein Pornoskandal im Priesterseminar St. Pölten zu einem erneuten Maximum von 52.177 Kirchenaustritten. Der in den letzten drei Jahren erreichte Durchschnittswert von rund 83.000 Austritten liegt jedoch mittlerweile wesentlich höher als diese in der Vergangenheit erreichten Maximalwerte.

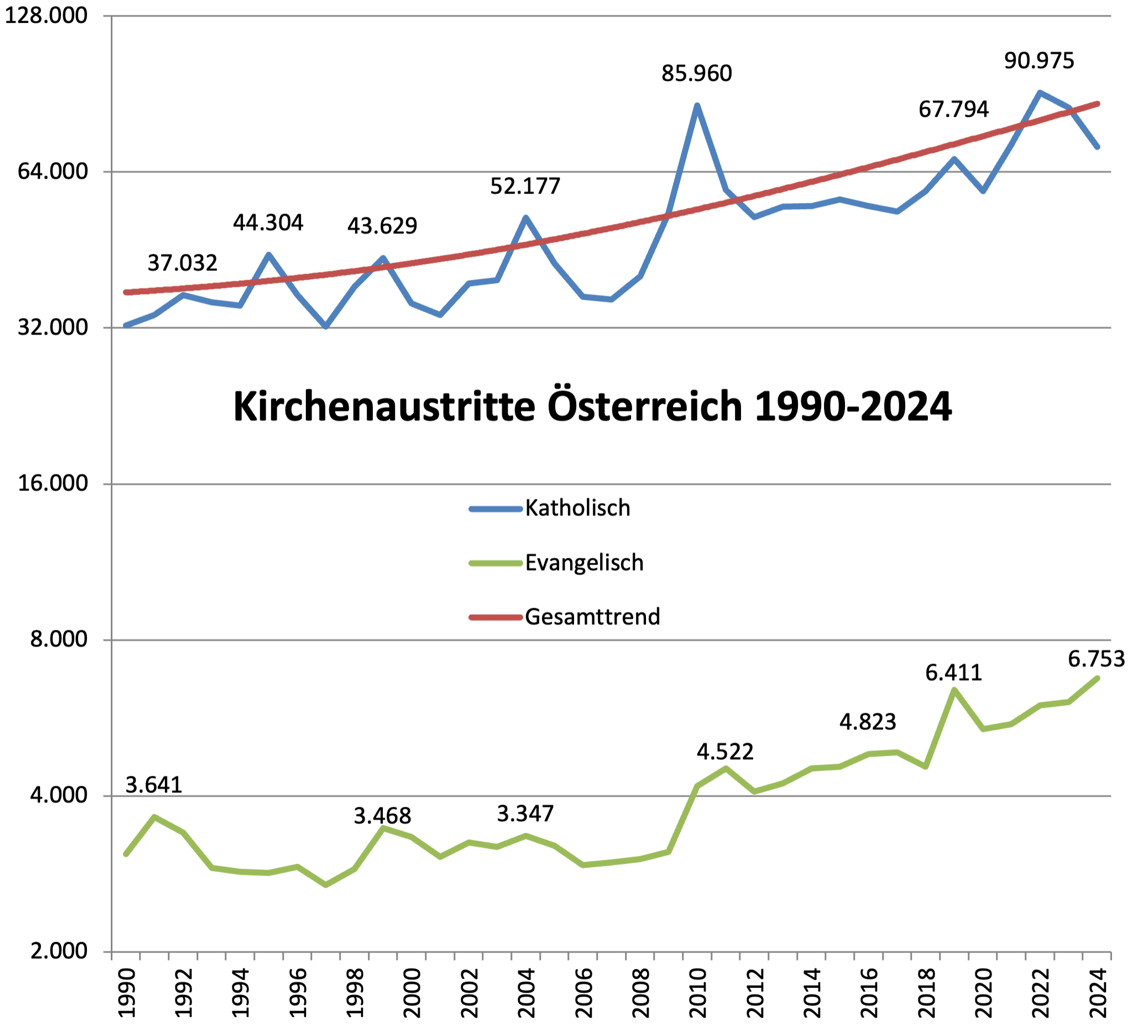
Entwicklung der Kirchenaustritte in Österreich seit 1990

Im Jahr 2010 kam es nach Aussage von Kardinal Christoph Schönborn in Österreich zur größten Austrittswelle aus der katholischen Kirche seit der Nazizeit. Die wesentliche Ursache für den Anstieg waren jedoch Skandale um den sexuellen Missbrauch in der römisch-katholischen Kirche, die Verknüpfung dieses Austrittsmotivs mit der Zeit des Nationalsozialismus wurde von Betroffenen kritisiert. Ein direkter Zahlenvergleich zeigt außerdem, dass der nach dem Anschluss für das gesamte Deutsche Reich ermittelte Wert von 97.000 Austritten im Jahr 1938 offensichtlich nicht mit dem 2010 alleine in Österreich erreichten Wert von 85.960 Austritten zu vergleichen ist. Ein neuerliches Maximum an katholischen Kirchenaustritten im Jahr 2019 ließ sich auf die Causa rund um den ehemaligen Kärntner Bischof Alois Schwarz zurückführen. Im Jahr 2022 erreichte die Zahl der katholischen Kirchenaustritte mit 90.975 ehemaligen Katholiken ihren bisherigen Höhepunkt.
Im Vergleich dazu kann man in der Evangelischen Kirche ohne besondere Anlässe einen stetigen Anstieg der Austrittszahlen beobachten, die im Jahr 2024 mit 6.753 Austritten auch ihren bisherigen Höhepunkt erreicht haben. Diese Zahl ist auch insofern relativ hoch, da damit rund 2,64 % der evangelischen Mitglieder ausgetreten sind, verglichen mit dem zuletzt im Jahr 2022 erreichten Maximalwert von rund 1,88 % in der katholischen Kirche.
Zusammenfassend hat die Evangelische Kirche seit ihrem Maximalstand im Jahr 1971 rund 42,8 % ihrer Mitglieder verloren, im Vergleich zu den rund 29,2 % Verlust in der römisch-katholischen Kirche im gleichen Zeitraum. Mit Ende des Jahres 2023 betrug der Anteil der Katholiken rund 50,6 % und jener der Protestanten rund 2,8 % der österreichischen Gesamtbevölkerung.

### Schweiz
Um aus einer Landeskirche auszutreten, wird in der Schweiz ein Brief mit dem Wunsch nach Austritt an die Kirchengemeinde geschickt, der keine Begründung enthalten muss. Eine Kopie des Briefes kann an die staatliche Gemeinde geschickt werden, um sicherzustellen, dass der Vorgang nicht verschleppt wird: Die Kirchensteuer wird bis zum Datum des Austrittsschreiben anteilsmäßig auf das Jahr berechnet.
- Im Kanton St. Gallen ist die Unterschrift auf der Gemeinde (gegen Gebühr von 20 Schweizer Franken) amtlich zu beglaubigen.
- Im Kanton Wallis ist für die röm.-kath. Kirche das Austrittsschreiben nicht an die Kirchengemeinde des Wohnorts (wie überall sonst in der Schweiz) zu richten, sondern an die Kirchengemeinde des Tauforts. Allenfalls leitet der Priester des Wohnorts das Schreiben weiter.
- Besonders die röm.-kath. Kirche sendet Austrittswilligen häufig einen Brief mit Rückfragen zu. Nach Schweizer Recht müssen solche Rückfragen nicht beantwortet werden.
- Priester der römisch-katholischen Kirche verlangen oft auch Angabe von Taufort und Taufdatum im Austrittschreiben – diese Angaben sind nach Schweizer Recht nicht notwendig. Wer die Angaben nicht kennt oder nicht nennen mag, soll dies so festhalten. Die Situation kann im Kanton Wallis davon abweichen, da dort – im Gegensatz zu allen anderen kantonalen Regelungen – in der Kantonsverfassung direkt Institutionen des katholischen kanonischen Rechts im kantonalen öffentlichen Recht anerkannt wurden.

Austretende, die jünger als 16 Jahre sind, benötigen die Zustimmung eines Erziehungsberechtigten.
Seit dem Entscheid des Bundesgerichts im Jahr 2012 ist in allen Kantonen die Mitgliedschaft in der röm.-kath. Kirche als Glaubensgemeinschaft von der Mitgliedschaft in den staatskirchenrechtlichen Körperschaften zu unterscheiden. Mitglieder der röm.-kath. Kirche als Glaubensgemeinschaft, die nicht Mitglied einer staats-kirchenrechtlichen Körperschaft sind, vereinbaren mit dem zuständigen Bischof nach eigenem Ermessen ihre „materielle Solidarität“ gemäss kirchlichem Recht (Canon 222 CIC). In allen Bistümern steht ein entsprechender Solidaritätsfonds zur Verfügung. Bei der Erklärung des Kirchenaustritts kann man diesen Weg mit einer formlosen Erklärung wählen (z. B. „Ich trete aus den staatskirchenrechtlichen Körperschaften aus und bleibe Mitglied der röm.-kath. Kirche“). Die Zahl der Mitglieder der röm.-kath. Kirche, die nicht Mitglied einer staatkirchenrechtlichen Körperschaft sind, wächst auf niedrigem Niveau. Am 3. September 2016 erklärt Nationalrätin Natalie Rickli ihren Austritt aus der Körperschaft. Gleichzeitig bekräftigt sie ihre Mitgliedschaft in der katholischen Kirche als Glaubensgemeinschaft. Damit hat sich erstmals eine Person aus dem öffentlichen Leben der Schweiz ausschliesslich für eine kirchenrechtliche Mitgliedschaft entschieden.
Noch nie sind so viele Menschen aus der katholischen Kirche ausgetreten wie im Jahr 2019: 31'772 Personen verliessen die religiöse Institution, die Zahl der Kirchenaustritte stieg damit um rund ein Viertel – 2018 waren 25'366 Austritte. Die Austrittsrate betrug im vergangenen Jahr über die Gesamtschweiz berechnet durchschnittlich 1,1 Prozent. Dieser Wert ist ähnlich wie derjenige der umliegenden Länder (Deutschland: 1,2 %, Österreich: 1,3 %). Auch in diesen Ländern haben die Austrittszahlen in den vergangenen Jahren zugenommen.
In der Schweiz steht, kantonal betrachtet, der Kanton Basel-Stadt an der Spitze mit einer Austrittsquote von 4,9 Prozent, gefolgt von den Kantonen Aargau (2,2 %) und Solothurn (2,1 %). Am anderen Ende der Skala stehen mit den Kantonen Appenzell Innerrhoden (0,5 %), Jura (0,8 %) und Uri (0,9 %) katholisch geprägte Landkantone.

### Liechtenstein
In Liechtenstein können Jugendliche ab 14 Jahren ohne Zustimmung der Erziehungsberechtigten den Kirchenaustritt erklären.

### Belgien
In Belgien kann man aus der römisch-katholischen Kirche austreten, indem man ein Austrittsschreiben mit den nötigen Angaben über die Taufe an die für den Wohnort zuständige Diözese richtet. Die Austrittserklärung wird dann im Taufregister vermerkt. Kirchenaustritte schwanken zwischen einigen Hundert und mehreren Tausend pro Jahr; die römisch-katholische Kirche veröffentlicht keine Zahlen. Mehrere humanistische und freigeistige Vereine, wie z. B. der Humanistisch-Freigeistiger Verein Flanderns (Humanistisch-Vrijzinnige Vereniging), der Studiekring Vrij Onderzoek in Brüssel und die Fédération des Amis de la Morale Laïque (FAML), stellen Modellbriefe für das Austrittsschreiben oder Leitfaden zur Verfügung; dies führt nicht zu großflächigen Austritten.
Nachdem 2010 mehrere Fälle sexuellen Missbrauchs bekannt wurden und Bischof Roger Vangheluwe wegen solchen Vorwürfen zurücktrat, verzehnfachte sich zeitweilig die Zahl der Rücktritte in Flandern: 2010 gab es 6.382 Austritte, 2011 noch 1.827. 2011 startete die Diözese Antwerpen eine Werbekampagne für die Taufe. Spätestens 2014 war die Zahl wieder auf das alte Niveau zurückgesunken.

### Luxemburg
In Luxemburg ist bei der römisch-katholischen Kirche die Praxis so, dass ein Austrittsschreiben mit den nötigen Angaben über die Taufe an das für den Wohnort zuständige Generalvikariat zu richten ist. Die Austrittserklärung wird dann im Taufregister vermerkt und dem Ausgetretenen vom Generalvikariat bestätigt.

### Polen
In Polen wird die Kirchenmitgliedschaft nicht staatlich registriert. Allerdings ergeben sich für die römisch-katholische Kirche besondere staatlich anerkannte Vorrechte in Bezug auf die eigenen Mitglieder, die ausschließlich kirchlich registriert werden. Insbesondere betrifft das den Datenschutz, von dem die katholische Kirche aufgrund einer Vereinbarung mit dem Generalinspektor für Personendatenschutz (GIODO) größtenteils praktisch ausgenommen ist, da die kirchlichen Datensammlungen keiner Kontrolle durch den GIODO unterliegen.
Beschwerden von polnischen Bürgern, die gegenüber der katholischen Kirche ihren Austritt erklärt haben und es erfolglos verlangt haben, von dieser fortan datenschutzrechtlich als Nichtmitglieder behandelt zu werden, wurden zunächst am 11. Januar und 7. Mai 2012 vom Verwaltungsgericht Warschau als unzulässig abgewiesen. Die Begründung war, dass eine Willenserklärung nach den Vorschriften des Zivilgesetzbuches nicht zum Kirchenaustritt ausreiche. Die Anwendung des Rechtsinstitutes der Willenserklärung würde als eine durch den Staat regulierte Bestimmung, wen die Kirche als ihr Mitglied betrachten darf, eine unzulässige Einmischung des Staates in die innenkirchlichen Angelegenheiten bedeuten. Aus kirchlicher Sicht, die somit bezogen auf den Datenschutz vom polnischen Staat explizit anerkannt wurde, ist der Kirchenaustritt nicht möglich. Die Zulässigkeit einer Verfassungsklage wurde vom Gericht verneint.
Diese Ansicht wurde jedoch in den drei am 24. Oktober 2013 gefallenen Präzedenzurteilen des Obersten Verwaltungsgerichts (NSA) nicht geteilt. Das NSA ist der Meinung, dass dem GIODO die sachliche Prüfungspflicht obliege, ob ein aus staatlicher Sicht wirksamer Austritt erfolgt ist. Er solle hierfür die öffentlich-rechtlichen Maßstäbe, insbesondere das Gesetz über die Gewissens- und Konfessionsfreiheit, und nicht die innerkirchlichen Bestimmungen ansetzen. Der Ausgang der Prüfung durch GIODO, ob die Willenserklärungen der Kläger wirksame Kirchenaustritte darstellen, ist zurzeit (November 2013) offen.
Mit einer weiteren Anordnung des Verwaltungsgerichts Oppeln vom 21. Januar 2013 wurde ausdrücklich darauf hingewiesen, dass eine gemäß dem kanonischen Recht durchgeführte Apostasie keinen für die staatliche Seite wirksamen Kirchenaustritt mit öffentlich-rechtlichen (z. B. datenschutzrechtlichen) Folgen darstellt.

### Finnland
Im Gegensatz zu den meisten anderen Ländern ist es in Finnland möglich, innerhalb weniger Minuten online aus der Kirche auszutreten. Dies ist über die Seite Eroakirkosta.fi möglich. Kurz nach Einführung dieser Möglichkeit stiegen die Kirchenaustritte massiv an. Nahezu 100 % aller Kirchenaustritte in Finnland werden über Eroakirkosta.fi abgewickelt.

### Kirchenaustrittsgesetze und -verordnungen
- Kirchenaustrittsgesetz Berlin
- Kirchenaustrittsverordnung Brandenburg
- Kirchenaustrittsgesetz Hamburg
- Hessen: Gesetz zur Regelung des Austritts aus Kirchen, Religions- oder Weltanschauungsgemeinschaften des öffentlichen Rechts (KRWAG)
- Kirchenaustrittsgesetz Niedersachsen
- Kirchenaustrittsgesetz Nordrhein-Westfalen
- Religionsaustrittsgesetz Rheinland-Pfalz, S. 869
- Kirchenaustrittsgesetz Sachsen-Anhalt
- Religionsaustrittsgesetz Schleswig-Holstein
- Gesetz betreffend die interkonfessionellen Verhältnisse der österreichischen Staatsbürger
- Kirchenaustrittsverordnung Österreich